# Інститут біоенергетичних культур і цукрових буряків НААН України
Інститут біоенергетичних культур і цукрових буряків — провідний науковий центр в галузі буряківництва. Створений 1922 у Києві.

## Напрямки наукової діяльності
- науково-технологічне забезпечення галузі буряківництва України та підготовка наукових кадрів;

- розробка генетичних, біотехнологічних та фізіолого-біохімічних методів створення нових вихідних матеріалів для селекції цукрових буряків на гетерозис;

- створення конкурентоспроможних, високопродуктив-них, стійких до комплексу несприятливих факторів зовніш-нього середовища гібридів цукрових буряків, придатних для механізованих технологій виробництва, що забезпечують збір цукру 8,5-9,0 т/га;

- розробка принципово нових ресурсо- і енергозберігаю-чих технологічних процесів та технологій вирощування і збирання цукрових буряків та їх насінників, адаптованих до ґрунтово-кліматичних зон бурякосіяння, з метою досягнен-ня максимального генетичного потенціалу продуктивності культури та високого коефіцієнту розмноження насіння;

- розробка технологій підготовки насіння цукрових буряків до сівби (шліфування, калібрування, інкрустація, дражування, обробка захисно-стимулюючими речовинами), доведення його якісних показників до міжнародного рівня та реалізація;

- наукове обґрунтування побудови бурякових сівозмін у нових умовах господарювання та земельних відносин, роз-робка систем обробітку ґрунту та удобрення з розрахунку на запланований урожай, застосування інтегрованої системи захисту посівів від бур'янів, шкідників та хвороб на основі прогнозування їх появи;

- створення нових конкурентоспроможних, високопроду-ктивних сортів та гібридів кормових буряків, зернових, зернобобових, круп'яних культур та трав, цикорію кореневого, стевії

медової, розробка технологій їх механізованого вирощування та насінництва, реалізація насіння високих репродукцій та розсади стевії;
- визначення патентоспроможності та науково-технічного рівня науково-дослідних робіт

- обґрунтування організаційно-економічної моделі опти мального функціонування буряко-цукрового підкомплексу АПК України за ринкових умов, розробки проектів короткострокових та довгострокових програм його розвитку;

- наукове консультування та наукова експертиза з питань ведення буряківництва

## Історія

Пам'ятник цукровому біряку. Встановлено на території інституту у березні 2008 року на честь 40-річчя захисту посівів цукрових буряків «Бетаналом».

Інститут цукрових буряків Української академії аграрних наук організовано в 1922 році. Це була одна з перших після революції великих сільськогосподарських наукових установ, створених для розробки наукових і практичних питань селекції.
В залежності від напрямку науково-дослідної роботи і відомчої підпорядкованості Інститут міняв і свою назву:
- 1922—1930 — НІС (Науковий інститут селекції);
- 1930—1934 — УНІС (Український науково-дослідний інститут цукрової промисловості);
- 1934—1945 — ВНДІЦП (Всесоюзний науково-дослідний інститут цукрової промисловості);
- 1945—1992 — ВНІЦ (Всесоюзний науково-дослідний інститут цукрових буряків);
- 1992—2011 — ІЦБ (Інститут цукрових буряків);
- 2011 і досі— ІБКЦБ (Інститут біоенергетичних культур і цукрових буряків).

Біля витоків організації і становлення Інституту стояли начальник Сортоводно-насінницького управління А. К. Запорожець, відомі вчені проф. В. В. Колкунов, який і був першим директором, академік Євген Вотчал, проф. Микола Малюшицький, проф. Олександр Табенцький, проф. Григорій Левитський, вчений секретар Вченого сільгоспкомітету України П. Є. Ярошевський.
Інститут з часу свого заснування став провідним науково-дослідним центром в галузі буряківництва. 

З Інститутом і науково-дослідними установами його мережі в різні роки була пов'язана наукова діяльність видних вчених, зокрема таких як:
- академіки Е. Ф. Вотчал, Олександр Душечкін, О. І. Опарін, І. В. Якушкін, І. Ф. Бузанов, А. Л. Мазлумов, П. А. Власюк, В. Ф. Зубенко, М. В. Роїк; члени-кореспонденти Г. А. Левитський, Є. В. Зверезомб-Зубовський, В. П. Муравйов, Н. Г. Гізбуллін, О. О. Іващенко;
- Лауреати Ленінської премії О. К. Коломієць, Олександр Попов, Г. С. Мокан, Бордонос Марія Григорівна, Володимир Зосимович;
- Лауреати Державних премій А. А. Горлач, В. М. Шевченко, А. С. Оканенко, О. Й. Петруха; Герої Соціалістичної праці М. В. Гнатенко, І. Т. Сергієнко;
- доктори наук Василь Балан, Борис Варшавський, І. А. Геллер, О. Ф. Гельмер, О. В. Добротворцева, Віктор Доля, Микола Неговський, Микола Орловський, В'ячеслав Савицький, Олександр Федоров, З. О. Пожар, Ю. А. Тонкаль, І. Г. Рождественський, П. М. Шиян, О. Ф. Ушаков;
- кандидати наук С. Т. Бережко, М. А. Греков, Л. А. Барштейн, А. А. Зелінський, С. Я. Богачов, М. М. Мартинович, А. Ф. Одрехівський, М. К. П'ятківський, А. О. Сидоров, Т. І. Ареф'єв, А. А. Мусієнко, Я. П. Подтикан, О. Н. Мельничук та багато інших.

Інститут очолювали Володимир Колкунов (1922—1930), М. М. Панасюк, А. С. Міщенко, Іван Бузанов (1941—1970), Володимир Зубенко (1970—1993), а з 1993 року — Микола Роїк.

## Контакти
03141, м. Київ, вул. Клінічна, 25